# ГЕС Xiǎoxiá
ГЕС Xiǎoxiá (小峡水电站) — гідроелектростанція на півночі Китаю у провінції Ганьсу. Знаходячись між ГЕС Cháijiāxiá (вище по течії) та ГЕС Dàxiá, входить до складу каскаду на одній із найбільших річок світу Хуанхе.
У межах проєкту річку перекрили бетонною гравітаційною греблею висотою 51 метр та довжиною 249 метрів, яка утримує водосховище з об'ємом 48 млн м3 і припустимим коливанням рівня поверхні між позначками 1495 та 1499 метрів НРМ.
Інтегрований у греблю машинний зал обладнали чотирма турбінами типу Каплан потужністю по 57,5 МВт, котрі забезпечують виробництво 956 млн кВт·год електроенергії на рік.